# Flora von Nord- und Mittel-Deutschland
Flora von Nord- und Mittel-Deutschland (abreviado Fl. N. Mitt.-Deutschland) es un libro con ilustraciones y descripciones botánicas que fue escrito por el farmacéutico y botánico alemán Christian August Friedrich Garcke. Fue publicado en el año 1849.